# Adobe Flash Player
Adobe Flash Player (известен в Internet Explorer, Firefox и Google Chrome как Shockwave Flash) — компьютерная программа для просмотра мультимедийного контента, выполнения Rich Internet application и streaming аудио и видеоконтента, созданного на платформе Adobe Flash. Может работать из веб-браузера как браузер плагина или независимо на поддерживаемых устройствах. Первоначально созданный FutureWave под названием FutureSplash Player, он был переименован в Macromedia Flash Player после того, как Macromedia приобрела FutureWave в 1996 году. После того, как Adobe приобрела Macromedia в 2005 году, он был разработан и распространен Adobe как Adobe Flash Player. В настоящее время он разрабатывается и распространяется Zhongcheng для пользователей в Китае и Harman International для корпоративных пользователей за пределами Китая в сотрудничестве с Adobe.
Flash Player запускает SWF файлы, которые могут быть созданы с помощью Adobe Flash Professional, Adobe Animate последний фокусируется на HTML5, Adobe Flash Builder или сторонних инструментах, таких как FlashDevelop. Flash Player поддерживает видео и растровую графику; векторную графику; 3D-графику; встроенный звук; и объектно-ориентированный язык сценариев, называемый ActionScript, который основан на ECMAScript (похож на JavaScript). Internet Explorer 11 и Microsoft Edge Legacy начиная с Windows 8, а также Google Chrome во всех версиях Windows поставлялись в комплекте с песочницей плагином Adobe Flash Player.
Flash Player когда-то имел большую пользовательскую базу и был необходим для запуска множества веб-игры, анимаций и графических пользовательских интерфейсов (GUI) элементов, встроенных в веб-страницы. Adobe заявила в 2013 году, что более 400 миллионов из более чем 1 миллиарда подключенных настольных компьютеров обновились до новых версий Flash Player в течение шести недель после выпуска. Flash Player был официально прекращен 31 декабря 2020 года, а его страница загрузки была удалена два дня спустя. С 12 января 2021 года версии Flash Player (исходные глобальные варианты) новее 32.0.0.371, выпущенные в мае 2020 года, отказываются воспроизводить Flash-контент и вместо этого отображают статическое предупреждающее сообщение.

## Функции
Adobe Flash Player — это среда выполнения, которая выполняет и отображает содержимое из предоставленного SWF-файла, хотя у него нет встроенных функций для изменения SWF-файла во время выполнения. Он может выполнять программное обеспечение, написанное на языке программирования ActionScript, которое позволяет во время выполнения манипулировать текстом, данными, векторной графикой, растровой графикой, звуком и видео. Проигрыватель также может получать доступ к определенным подключенным устройствам, включая веб-камеры и микрофоны, после того, как пользователь предоставил на это разрешение.
Flash Player использовался внутри Adobe Integrated Runtime (AIR) для предоставления кроссплатформенной среды выполнения для настольных приложений и мобильных приложений. AIR поддерживает устанавливаемые приложения на Windows, Linux, macOS и некоторых мобильных операционных системах, таких как iOS и Android. Flash-приложения должны быть специально созданы для среды выполнения AIR, чтобы использовать дополнительные предоставляемые функции, такие как интеграция файловой системы, собственные клиентские расширения, собственная интеграция окна/экрана, интеграция панели задач/док-панели и аппаратная интеграция с подключенными устройствами Accelerometer и GPS.

### Форматы данных
Flash Player включает встроенную поддержку многих форматов данных, некоторые из которых доступны только через интерфейс сценариев ActionScript.
- XML: Flash Player включает встроенную поддержку анализа и генерации XML с версии 8. Данные XML хранятся в памяти как XML Объектная модель документа и могут обрабатываться с помощью ActionScript. ActionScript 3 также поддерживает ECMAScript для XML (E4X), что упрощает обработку данных XML.
- JSON: Flash Player 11 включает встроенную поддержку импорта и экспорта данных в формате JavaScript Object Notation (JSON), что обеспечивает взаимодействие с веб-сервисами и программами JavaScript.
- AMF: Flash Player позволяет хранить данные приложений на компьютерах пользователей в виде локальных общих объектов, эквивалентных файлам cookie браузера во Flash.[13] Flash Player также может исходно читать и записывать файлы в Формате сообщения действия, формате данных по умолчанию для локальных общих объектов. Поскольку спецификация формата AMF опубликована, данные можно передавать в приложения Flash и из них с использованием наборов данных AMF вместо JSON или XML, что снижает необходимость анализа и проверки таких данных.
- SWF: Спецификация для формата файла SWF была опубликована Adobe, что позволило разработать проект формата SWX, который использовал формат файла SWF и AMF в качестве средства для Flash-приложений для обмена данными с серверными приложениями[14][15].

### Форматы мультимедиа
Flash Player — это в первую очередь графическая и мультимедийная платформа, которая поддерживает растровую графику и векторную графику с самой ранней версии. Он поддерживает следующие различные форматы мультимедиа, которые он может изначально декодировать и воспроизводить.
- MP3: Поддержка декодирования и воспроизведения потоковой передачи MPEG-2 Audio Layer III (MP3) звука была представлена в Flash Player 4. Доступ к файлам MP3 и их воспроизведение с сервера можно осуществлять через HTTP или встраивать в файл SWF, который также является потоковым форматом.
- FLV: Поддержка декодирования и воспроизведения видео и аудио внутри файлов Flash Video (FLV и F4V), формата, разработанного Adobe Systems и Macromedia. Flash Video — это всего лишь формат контейнера, поддерживающий несколько различных видеокодеков, таких как Sorenson Spark, VP6 и, с недавних пор, H.264[16]. Flash Player использует аппаратное ускорение для отображения видео там, где оно присутствует, используя для этого такие технологии, как DirectX Video Acceleration и OpenGL. Flash Video используется YouTube[17], Hulu[18], Yahoo! Video, BBC Online[19], и другие поставщики новостей. Файлы FLV можно воспроизводить с сервера с помощью HTTP прогрессивной загрузки, а также можно встраивать в файл SWF. Видео Flash также можно транслировать через RTMP с помощью Adobe Flash Media Server или другого подобного серверного программного обеспечения.
- PNG: Поддержка декодирования и рендеринга изображений Portable Network Graphics (PNG) как в 24-битном (непрозрачном), так и в 32-битном (полупрозрачном) вариантах. Flash Player 11 также может кодировать битовые карты PNG с помощью ActionScript.
- JPEG: Поддержка декодирования и рендеринга сжатых изображений JPEG. Flash Player 10 добавил поддержку расширенного стандарта сжатия изображений JPEG-XR, разработанного Microsoft Corporation, что обеспечивает лучшее сжатие и качество, чем JPEG. JPEG-XR обеспечивает сжатие lossy и lossless с прозрачностью alpha channel или без нее. Flash Player 11 также может кодировать битовые карты JPEG или JPEG-XR с помощью ActionScript.
- GIF: Поддержка декодирования и рендеринга сжатых изображений Graphics Interchange Format (GIF) только в однокадровых вариантах. Загрузка многокадрового GIF-файла отобразит только первый кадр изображения.

## Доступность

### Настольные платформы
Adobe Flash Player доступен в двух основных версиях:
1. Версия плагина для использования в различных веб-браузерах
2. Версия «проектор» — это автономный проигрыватель, который может напрямую открывать файлы SWF[20][21].

22 февраля 2012 года компания Adobe объявила, что больше не будет выпускать новые версии плагинов NPAPI Flash для Linux, хотя Flash Player 11.2 продолжит получать обновления безопасности. Расширенная поддержка (ESR) Flash Player на macOS и Windows представляла собой версию Flash Player, которая поддерживалась в актуальном состоянии с обновлениями безопасности, но без новых функций или исправлений ошибок, доступных в более поздних версиях. В августе 2016 года Adobe прекратила поддержку ветки ESR и вместо этого сосредоточилась исключительно на стандартной версии.
| Операционная система    | Операционная система           | Первая версия | Последняя версия | Статус поддержки                 |
| ----------------------- | ------------------------------ | ------------- | --- | -------------------------------- |
| Windows                 | XP и позже                     | 1             | 34.0.0.325 (China-specific) 50.x (Harman enterprise) 32.0.0.465 (last public update, excluding China)                     | с 2017 с 2021 2001–2020          |
| Windows                 | 2000                           | 1             | 11.1.102.55 and 10.3.183.90                                                                                               | 1999–2013                        |
| Windows                 | 98 and ME                      | 1             | 9.0.289.0 | 1998–2011                        |
| Windows                 | 95 and NT 4.0 (IA-32)          | 1             | 7.0.14.0 | 1996–2005                        |
| Windows                 | 3.1                            | 1             | 3 | 1996–1998                        |
| macOS                   | 10.12 or later                 | 5.0.41.0      | 34.0.0.325 (China-specific)                                                                                               | с 2017                           |
| macOS                   | 10.10 or later                 | 5.0.41.0      | 50.x (Harman enterprise) 32.0.0.465 (last public update, excluding China)                                                 | с 2021 2014–2020                 |
| macOS                   | 10.9                           | 5.0.41.0      | 29.0.0.171 | 2013–2018                        |
| macOS                   | 10.6 – 10.8 (IA-32, x64)       | 5.0.41.0      | 22.0.0.209 | 2009–2016                        |
| macOS                   | 10.5 (IA-32, x64)              | 5.0.41.0      | 10.3.183.90 | 2007–2013                        |
| macOS                   | 10.4 (IA-32, PPC) – 10.5 (PPC) | 5.0.41.0      | 10.1.102.64 | 2005–2011                        |
| macOS                   | 10.1 – 10.3                    | 5.0.41.0      | 9.0.289.0 | 2001–2011                        |
| Classic Mac OS          | 7.6.1 – 9.2.2 (PowerPC)        | 1             | 7.0.14.0 | 1996–2005                        |
| Classic Mac OS          | 7.6.1 – 8.1 (68k)              | 1             | 3 | 1996–1998                        |
| Linux desktops          | Linux desktops                 | 4.0r12        | 50.x (Harman enterprise) 34.0.0.137 (last public update, China-specific) 32.0.0.465 (last public update, excluding China) | 2021–present 2017–2021 1999–2020 |
| Solaris and OpenSolaris | Solaris and OpenSolaris        | 4.0r12        | 11.2.202.223 and 10.3.183.90                                                                                              | 2004–2013                        |
| IRIX                    | IRIX                           | 4.0r12        | 4.0.r12 | 1999                             |

Версию 10 можно запустить под Windows 98/Me с помощью KernelEx. HP предлагала версию 6 плеера для HP-UX, в то время как Innotek GmbH предлагала версии 4 и 5 для OS/2. В какой-то момент были доступны и версии плеера для BeOS.